# Народная культура
Народная культура — традиционная культура, включающая культурные пласты разных эпох от глубокой древности до настоящего времени, субъектом которой является народ — коллективная личность, которая означает объединение всех индивидов коллектива общностью культурных связей и механизмов жизнедеятельности. Эта культура бесписьменная, именно поэтому в ней большое значение принадлежит традиции как способу трансляции жизненно важной для общества информации.